# Niesen (berg)
Der Niesen is een 2363 meter hoge bergtop in de Berner Alpen ten zuiden van het meer van Thun. De Niesen valt op door zijn markante kegel- of piramideachtige vorm. Oorspronkelijke heette de berg de "Yesen", wat gele gentiaan betekent, een bloem die ook tegenwoordig nog op de berg bloeit.
Hoewel de berg bij gelegenheid wordt aangeduid als huisberg van Thun of Spiez, is de dichtstbijzijnde plaats van betekenis Wimmis. 
Te voet zijn er verschillende wegen naar de top. De top is makkelijker te bereiken met de Niesenbahn (1910), die vertrekt uit Mülenen. Direct naast deze tandradbaan bevindt zich een 3,4 km lange metalen trap met 11.674 treden, die geldt als 's werelds langste trap.